# Karl Bechert
Karl Bechert (Norimberga, 23 agosto 1901 – Weilmünster, 1º aprile 1981) è stato un fisico e politico tedesco dell'SPD.

## Biografia
Dopo essersi diplomato studiò fisica, matematica e chimica all'Università Ludwig Maximilian di Monaco . Nel 1925 ricevette il dottorato sotto Arnold Sommerfeld con una tesi sulla struttura dello spettro del nichel e fu suo assistente dal 1923 e dal 1926 suo assistente. Nel 1925-1926 lavorò a una Rockefeller Fellowship in Spagna e fu anche negli Stati Uniti e in India per studio e conferenze. Era stato sposato con Sibylle Lepsius dal 1929 e aveva due figli. Nel 1930 si abilitò con Sommerfeld e fu docente privato presso il suo istituto fino al 1933. Nel 1933, a Bechert fu offerta una cattedra all'Università Justus Liebig di Gießen, dove divenne direttore dell'Istituto di Fisica Teorica. Non potendo impedire che l'università venisse ridotta a centro di formazione per l'agricoltura e la medicina veterinaria con la corrispondente perdita di incarichi (compresa la propria cattedra), accettò una chiamata dall'Università Johannes Gutenberg di Magonza nel 1946, dove fu anche Direttore dell'Istituto di Fisica Teorica. Ha insegnato lì fino al suo pensionamento nel 1969.
Dal 1942 al 1948 fu presidente dell'associazione regionale dell'Assia della Società di Fisica Tedesca.
Nel 1945, dopo l'invasione americana, Bechert fu nominato sindaco di Donsbach (Westerwald) e ispettore della scuola superiore a Dillenburg.
Bechert era stato membro del Consiglio di fondazione della Società tedesca per la pace dagli anni '50. Dal 1955 è stato membro del gruppo di lavoro "Chiesa e politica" della Chiesa evangelica in Assia e Nassau . In qualità di presidente dell'Associazione statale per la conservazione e la promozione della scuola cristiana simultanea in Renania-Palatinato, fece anche una campagna contro la separazione per denominazioni, come previsto dagli articoli scolastici della costituzione statale del 18. maggio 1947 e la legge sulla scuola elementare del 25. Gennaio 1955 rese possibile e una convivenza ecumenica. Bechert entrò a far parte dell'SPD nel 1956.
Nel 1963 è stato eletto membro dell'Accademia norvegese delle scienze . Nel 1971 è diventato presidente della "Società Internazionale per la Responsabilità nella Scienza". Dopo aver lasciato il Bundestag nel 1972, si oppose sempre più pubblicamente alla politica energetica nucleare dei governi federali Brandt/Scheel e Schmidt/Genscher (parlò del "principio del beneficio miope"). Era un membro dell'Alleanza mondiale per la protezione della vita, dell'Associazione federale delle iniziative dei cittadini per la protezione ambientale e di altre organizzazioni dei movimenti sociali ed era considerato il "padre del movimento anti-nucleare".
Dal 1975 al 1981 i suoi scritti vennero curati dal “Prof. -Bechert-Infodienst” spedisce quattro volte l'anno fino a 1700 destinatari in Germania e all'estero. Questi ultimi sono ancora archiviati da Wilfried Hüfler, Reutlingen, il cui patrimonio si trova ora nel Green Memory Archive della Heinrich Böll Foundation di Berlino.
Nel novembre 1980, Bechert è stato uno degli iniziatori dell'appello di Krefeld contro gli armamenti nucleari in Europa ( decisione a doppio binario della NATO ). Per la marcia di Pasqua del 4 aprile. Il 1 aprile 1981 doveva essere l'oratore principale all'Hofgarten di Bonn, ma morì tre giorni prima, poche ore dopo aver tenuto una conferenza a Kirchhain, nell'Assia, la sera precedente. Morì nel quartiere Möttau della città mercato di Weilmünster.

## Opere
Come il suo insegnante Sommerfeld, Bechert si è occupato di un'ampia gamma di aree della fisica teorica, a partire dalla fisica atomica e dalla spettroscopia, dalla soluzione dell'equazione di Dirac, alla meccanica quantistica del momento angolare dei sistemi di particelle e ai modelli nucleari. Successivamente si è occupato delle equazioni d'onda non lineari nella dinamica dei gas e del collegamento dell'elettrodinamica quantistica alle formulazioni non lineari dell'elettrodinamica classica con l'autointerazione e del collegamento della relatività generale e dell'elettrodinamica classica.
Ha lavorato al libro di Sommerfeld sulla costruzione atomica e sulle linee spettrali .
È stato co-editore del Journal of Applied Mathematics and Mechanics.

## Carriera politica
Bechert è stato membro del consiglio comunale di Gießen nel 1945/46 e del consiglio comunale di Gau-Algesheim dal 1956 al 1964. Nel 1945, le forze di occupazione americane nominarono Bechert sindaco di Donsbach, ma a causa del suo lavoro a Giessen si dimise nello stesso anno. Dal 1956 al 1960 Bechert è stato membro del consiglio distrettuale del distretto di Bingen.
Bechert è stato membro del Bundestag tedesco dal 1957 al 1972. Lì è stato a lungo presidente del comitato per l'energia atomica e la gestione dell'acqua. Sebbene vivesse in Renania-Palatinato, rappresentò in Parlamento il collegio elettorale di Waldeck dell'Assia. Dal 1961 al 1965 è stato presidente del comitato del Bundestag per l'energia atomica e la gestione dell'acqua. Era un esplicito oppositore sia dell'uso civile che militare dell'energia nucleare. Non firmò la Dichiarazione di Gottinga nel 1957 perché, sebbene rifiutasse l'uso militare, ne supportava l'uso civile.
È stato presidente della Society for Social Responsibility in Science (SSRS), in cui hanno lavorato insieme scienziati internazionali come Max Born, Wolfgang Pauli, Hans Thirring, Edward Condon e Albert Einstein.

## Onori
Nel 1957 l'Università di Giessen nominò Bechert senatore onorario per i servizi alla sua ricostruzione e alla prevenzione della sua chiusura e ricevette un dottorato onorario dall'Università di Giessen. A Gau-Algesheim, a lui è intitolata la "Karl-Bechert-Haus" (Casa Karl Bechert) della "Iniziativa per l'educazione socialdemocratica".

### Premio Prof. Karl Bechert
Dal 2007, l' SPD dell'Assia settentrionale ha regolarmente assegnato il Premio Professor Karl Bechert per l'energia rinnovabile decentralizzata. Il premio premia le persone fisiche o giuridiche che hanno assunto un forte impegno socio-politico, economico o scientifico per lo sviluppo e la diffusione delle energie rinnovabili decentralizzate nell'Assia settentrionale.

## Opere

### Scritti
- La follia della guerra nucleare, Diederichs 1956
- con Christian Gerthsen : Fisica Atomica. Teoria della struttura atomica, collezione Göschen, 3 volumi, 4. Edizione 1963

### Letteratura
- Gerhard Beier : Movimento operaio in Assia. Sulla storia del movimento operaio dell'Assia attraverso centocinquanta anni (1834-1984). Insel, Francoforte sul Meno 1984, ISBN 3-458-14213-4, p.369.
- Kurt Friedrich : Karl Bechert 1901-1981. Scienziati e politici per responsabilità. in: Historical Reader Gau-Algesheim, a cura di Stadt Gau-Algesheim, Red. Norbert Diehl, Verlag Carl-Brilmayer-Gesellschaft, ibid. 1999, pp. 128-133.
- Wilhelm Hanle, Herbert Jehle: Necrologio per Karl Bechert, Physical Leaves, 37, 1981, 376-377. DOI: 10.1002/phbl.19810371215
- Ralf Kohl, Le attività politiche del professor Karl Bechert dal 1956 al 1972. Uno studio sul comportamento (non) politico. Dissertazione, Magonza 1993.
- WAP Luck: Karl Bechert 65 anni, Physical Leaves, Volume 22, 1966, 374–375. DOI: 10.1002/phbl.19660220807
- Wilhelm Wegner: Modelli di ruolo: K. Bechert è considerato il padre del movimento antinucleare in Germania. in Chrismon plus. Renania, H. 2, Düsseldorf 2012, p. 64.